# أحمد مختار عمر
أحمد مختار عمر (17 مارس 1933 - 4 أبريل 2003) هو معجميٌ ولغويٌ مصري، كان أستاذًا سابقًا للغة العربية في كلية دار العلوم في جامعة القاهرة. له العديد من المؤلفات المهمّة.

## حياته
وُلد في 17 مارس 1933 في القاهرة، ووالده عبد الحميد عمر الذي كان من رجال التربية والتعليم، وعمل فيما بعد بمحكمة النقض ليُعرف بعدها «بسيبويه محكمة النقض». حصل أحمد ليسانس من كلية دار العلوم مع مرتبة الشرف الثانية من جامعة القاهرة عام 1958، ثم ماجستير علم اللغة من جامعة القاهرة عام 1963 ودكتوراة في علم اللغة من جامعة كامبريدج في المملكة المتحدة عام 1967.
عمل معيدًا بكلية دار العلوم جامعة القاهرة من عام 1960 حتى 1967، ثم مدرسًا بكلية دار العلوم جامعة القاهرة من عام 1967 حتى 1968. كما عمل محاضرًا بكلية التربية في طرابلس بليبيا من عام 1968 حتى 1972، وأستاذًا مساعدًا بكلية التربية بطرابلس، ليبيا من عام 1972 حتى 1973، وأستاذً مساعدًا بكلية الآداب في جامعة الكويت من عام 1973 حتى 1977. عمل أيضًا أستاذًا بكلية الآداب في جامعة الكويت من عام 1977 حتى 1984، وأستاذًا بكلية دار العلوم في جامعة القاهرة من عام 1984 حتى 1998. ثم أستاذًا متفرغًا بكلية دار العلوم في جامعة القاهرة.
كان مستشارًا للجنة المعجم العربي الأساسي (1990)، وعضوًا في هيئة معجم البابطين للشعراء العرب المعاصرين (1990)، وعضوًا في اللجنة العلمية الدائمة للترقيات بالجامعات المصرية (1997)، وعضوًا في مجمع اللغة العربية بالقاهرة، وعضوًا في مجمع اللغة العربية بليبيا (1999)، وعضوًا في لجنة الدراسات الأدبية واللغوية بالمجلس الأعلى للثقافة حتى عام 2003.
حصل على جائزة التحقيق العلمى من المكتب الدائم لتنسيق التعريب بالرباط عام 1972، وجائزة مجمع اللغة العربية بالقاهرة في تحقيق النصوص عام 1979، وجائزة ووسام صدام في الدراسات اللغوية عام 1989.

## أعماله
بلغ عدد مؤلفاته أكثر من 34 كتابًا وأكثر من 55 بحثًا علميًا. من أهم أعماله:
تحقيق
- ديوان الأدب للفارابي: تحقيق ودراسة (خمسة أجزاء، مطبوعات مجمع اللغة العربية بالقاهرة 1974-1979)
- المُنَجَّد: أقدم معجم شامل للمشترك اللفظي، لكراع النمل، بالتعاون مع ضاحي عبد الباقي.[3]

المؤلفات
- كتاب «علم الدلالة» الذي يعد الأشهر والجامع المانع في مادته ورؤاه (دار العروبة بالكويت 1982، عالم الكتب بالقاهرة 1988)
- اللغة واللون (دار البحوث العلمية بالكويت 1982)
- أخطاء اللغة العربية المعاصرة عند الكتاب والإذاعيين (عالم الكتب، الطبعة الأولى 1991)[4]
- المعجم العربي الأساسي، (لاروس، 1989) مؤلفاً ومحرراً.[5]
- تاريخ اللغة العربية (عالم الكتب 1992)[6]
- البحث اللغوي عند العرب (عالم الكتب، الطبعة الأولى 1971)
- أسس علم اللغة (ترجمة كتاب ماريو باي، عالم الكتب 1973)
- دراسة الصوت اللغوي (عالم الكتب، 1997)[7]
- المعجم الموسوعي لألفاظ القرآن الكريم وقراءاته.[8]
- معجم اللغة العربية المعاصرة.[5]
- كتاب المكنز الكبير، معجم شامل للمجالات والمترادفات والمتضادات.[9]
- صناعة المعجم العربي الحديث، صدرت له طبعتان عن عالم الكتب بالقاهرة، الأولى سنة 1998م،[10] والثانية 2009م.[11]

## وفاته
تُوفي أحمد مختار عمر في القاهرة بتاريخ 4 أبريل (نيسان) 2003 عن عمرٍ ناهز 70 عامًا. صدر عام 2004 عن مؤسسة البابطين للإبداع الشعري كتابٌ تذكاري شارك فيه عددٌ كبير من أصدقاء وتلامذة وعارفي أحمد.